# Llista d'asteroides/213101-213200
| Nom      | Designació provisional | Data de descobriment   | Lloc de descobriment | Descobridor/s    |
| -------- | ---------------------- | ---------------------- | -------------------- | ---------------- |
| 213101 - | 1999 VU195             | 3 de novembre de 1999  | Catalina             | CSS              |
| 213102 - | 1999 WW10              | 29 de novembre de 1999 | Kitt Peak            | Spacewatch       |
| 213103 - | 1999 XK3               | 4 de desembre de 1999  | Catalina             | CSS              |
| 213104 - | 1999 XF26              | 6 de desembre de 1999  | Socorro              | LINEAR           |
| 213105 - | 1999 XO51              | 7 de desembre de 1999  | Socorro              | LINEAR           |
| 213106 - | 1999 XS78              | 7 de desembre de 1999  | Socorro              | LINEAR           |
| 213107 - | 1999 XU125             | 7 de desembre de 1999  | Catalina             | CSS              |
| 213108 - | 1999 XY144             | 7 de desembre de 1999  | Kitt Peak            | Spacewatch       |
| 213109 - | 1999 XX178             | 10 de desembre de 1999 | Socorro              | LINEAR           |
| 213110 - | 1999 YF27              | 31 de desembre de 1999 | Kitt Peak            | Spacewatch       |
| 213111 - | 2000 AS3               | 2 de gener de 2000     | Socorro              | LINEAR           |
| 213112 - | 2000 AM12              | 3 de gener de 2000     | Socorro              | LINEAR           |
| 213113 - | 2000 AX56              | 4 de gener de 2000     | Socorro              | LINEAR           |
| 213114 - | 2000 AH58              | 4 de gener de 2000     | Socorro              | LINEAR           |
| 213115 - | 2000 BF11              | 5 de gener de 2000     | Socorro              | LINEAR           |
| 213116 - | 2000 AF131             | 6 de gener de 2000     | Socorro              | LINEAR           |
| 213117 - | 2000 AU148             | 7 de gener de 2000     | Socorro              | LINEAR           |
| 213118 - | 2000 AL183             | 7 de gener de 2000     | Socorro              | LINEAR           |
| 213119 - | 2000 AT220             | 8 de gener de 2000     | Kitt Peak            | Spacewatch       |
| 213120 - | 2000 BU37              | 27 de gener de 2000    | Kitt Peak            | Spacewatch       |
| 213121 - | 2000 CT9               | 2 de febrer de 2000    | Socorro              | LINEAR           |
| 213122 - | 2000 CO11              | 2 de febrer de 2000    | Socorro              | LINEAR           |
| 213123 - | 2000 CC60              | 2 de febrer de 2000    | Socorro              | LINEAR           |
| 213124 - | 2000 CD74              | 7 de febrer de 2000    | Kitt Peak            | Spacewatch       |
| 213125 - | 2000 CW79              | 8 de febrer de 2000    | Kitt Peak            | Spacewatch       |
| 213126 - | 2000 CB115             | 1 de febrer de 2000    | Catalina             | CSS              |
| 213127 - | 2000 DP3               | 28 de febrer de 2000   | Baton Rouge          | W. R. Cooney Jr. |
| 213128 - | 2000 DX24              | 29 de febrer de 2000   | Socorro              | LINEAR           |
| 213129 - | 2000 DY43              | 29 de febrer de 2000   | Socorro              | LINEAR           |
| 213130 - | 2000 DE44              | 29 de febrer de 2000   | Socorro              | LINEAR           |
| 213131 - | 2000 DV92              | 28 de febrer de 2000   | Kitt Peak            | Spacewatch       |
| 213132 - | 2000 ER24              | 8 de març de 2000      | Kitt Peak            | Spacewatch       |
| 213133 - | 2000 ES66              | 10 de març de 2000     | Socorro              | LINEAR           |
| 213134 - | 2000 EE108             | 8 de març de 2000      | Socorro              | LINEAR           |
| 213135 - | 2000 EV151             | 6 de març de 2000      | Haleakala            | NEAT             |
| 213136 - | 2000 EV199             | 1 de març de 2000      | Catalina             | CSS              |
| 213137 - | 2000 FQ33              | 29 de març de 2000     | Socorro              | LINEAR           |
| 213138 - | 2000 FY62              | 27 de març de 2000     | Anderson Mesa        | LONEOS           |
| 213139 - | 2000 GH23              | 5 d'abril de 2000      | Socorro              | LINEAR           |
| 213140 - | 2000 GG40              | 5 d'abril de 2000      | Socorro              | LINEAR           |
| 213141 - | 2000 GF156             | 6 d'abril de 2000      | Anderson Mesa        | LONEOS           |
| 213142 - | 2000 HM2               | 25 d'abril de 2000     | Kitt Peak            | Spacewatch       |
| 213143 - | 2000 HX5               | 24 d'abril de 2000     | Kitt Peak            | Spacewatch       |
| 213144 - | 2000 HT30              | 28 d'abril de 2000     | Socorro              | LINEAR           |
| 213145 - | 2000 HW41              | 28 d'abril de 2000     | Socorro              | LINEAR           |
| 213146 - | 2000 HD44              | 25 d'abril de 2000     | Anderson Mesa        | LONEOS           |
| 213147 - | 2000 JT11              | 4 de maig de 2000      | Socorro              | LINEAR           |
| 213148 - | 2000 JB67              | 2 de maig de 2000      | Kitt Peak            | Spacewatch       |
| 213149 - | 2000 JW69              | 2 de maig de 2000      | Anderson Mesa        | LONEOS           |
| 213150 - | 2000 KN54              | 27 de maig de 2000     | Anderson Mesa        | LONEOS           |
| 213151 - | 2000 KL61              | 25 de maig de 2000     | Anderson Mesa        | LONEOS           |
| 213152 - | 2000 NO14              | 5 de juliol de 2000    | Anderson Mesa        | LONEOS           |
| 213153 - | 2000 ON68              | 29 de juliol de 2000   | Anderson Mesa        | LONEOS           |
| 213154 - | 2000 PD28              | 4 d'agost de 2000      | Haleakala            | NEAT             |
| 213155 - | 2000 QN10              | 24 d'agost de 2000     | Socorro              | LINEAR           |
| 213156 - | 2000 QJ25              | 25 d'agost de 2000     | Socorro              | LINEAR           |
| 213157 - | 2000 QY42              | 24 d'agost de 2000     | Socorro              | LINEAR           |
| 213158 - | 2000 QE55              | 25 d'agost de 2000     | Socorro              | LINEAR           |
| 213159 - | 2000 QB100             | 28 d'agost de 2000     | Socorro              | LINEAR           |
| 213160 - | 2000 QY115             | 26 d'agost de 2000     | Socorro              | LINEAR           |
| 213161 - | 2000 RR24              | 1 de setembre de 2000  | Socorro              | LINEAR           |
| 213162 - | 2000 RF44              | 3 de setembre de 2000  | Socorro              | LINEAR           |
| 213163 - | 2000 RP86              | 2 de setembre de 2000  | Anderson Mesa        | LONEOS           |
| 213164 - | 2000 RC92              | 3 de setembre de 2000  | Socorro              | LINEAR           |
| 213165 - | 2000 RP92              | 3 de setembre de 2000  | Socorro              | LINEAR           |
| 213166 - | 2000 SM                | 19 de setembre de 2000 | Kitt Peak            | Spacewatch       |
| 213167 - | 2000 SR21              | 24 de setembre de 2000 | Socorro              | LINEAR           |
| 213168 - | 2000 SU37              | 24 de setembre de 2000 | Socorro              | LINEAR           |
| 213169 - | 2000 SS53              | 24 de setembre de 2000 | Socorro              | LINEAR           |
| 213170 - | 2000 SD62              | 24 de setembre de 2000 | Socorro              | LINEAR           |
| 213171 - | 2000 SE63              | 24 de setembre de 2000 | Socorro              | LINEAR           |
| 213172 - | 2000 SH75              | 24 de setembre de 2000 | Socorro              | LINEAR           |
| 213173 - | 2000 ST102             | 24 de setembre de 2000 | Socorro              | LINEAR           |
| 213174 - | 2000 SF104             | 24 de setembre de 2000 | Socorro              | LINEAR           |
| 213175 - | 2000 SX107             | 24 de setembre de 2000 | Socorro              | LINEAR           |
| 213176 - | 2000 SK120             | 24 de setembre de 2000 | Socorro              | LINEAR           |
| 213177 - | 2000 SW125             | 24 de setembre de 2000 | Socorro              | LINEAR           |
| 213178 - | 2000 SF145             | 24 de setembre de 2000 | Socorro              | LINEAR           |
| 213179 - | 2000 SR162             | 25 de setembre de 2000 | Haleakala            | NEAT             |
| 213180 - | 2000 SD173             | 28 de setembre de 2000 | Socorro              | LINEAR           |
| 213181 - | 2000 SN191             | 24 de setembre de 2000 | Socorro              | LINEAR           |
| 213182 - | 2000 SO198             | 24 de setembre de 2000 | Socorro              | LINEAR           |
| 213183 - | 2000 ST217             | 26 de setembre de 2000 | Socorro              | LINEAR           |
| 213184 - | 2000 SQ222             | 26 de setembre de 2000 | Socorro              | LINEAR           |
| 213185 - | 2000 SS230             | 28 de setembre de 2000 | Socorro              | LINEAR           |
| 213186 - | 2000 SN239             | 27 de setembre de 2000 | Socorro              | LINEAR           |
| 213187 - | 2000 SS245             | 24 de setembre de 2000 | Socorro              | LINEAR           |
| 213188 - | 2000 SM248             | 24 de setembre de 2000 | Socorro              | LINEAR           |
| 213189 - | 2000 SH264             | 26 de setembre de 2000 | Socorro              | LINEAR           |
| 213190 - | 2000 ST277             | 30 de setembre de 2000 | Socorro              | LINEAR           |
| 213191 - | 2000 SG280             | 28 de setembre de 2000 | Socorro              | LINEAR           |
| 213192 - | 2000 SO281             | 23 de setembre de 2000 | Socorro              | LINEAR           |
| 213193 - | 2000 SB322             | 28 de setembre de 2000 | Kitt Peak            | Spacewatch       |
| 213194 - | 2000 SD328             | 30 de setembre de 2000 | Socorro              | LINEAR           |
| 213195 - | 2000 SP328             | 30 de setembre de 2000 | Kitt Peak            | Spacewatch       |
| 213196 - | 2000 SU343             | 23 de setembre de 2000 | Socorro              | LINEAR           |
| 213197 - | 2000 SW345             | 20 de setembre de 2000 | Kitt Peak            | M. W. Buie       |
| 213198 - | 2000 SJ353             | 30 de setembre de 2000 | Anderson Mesa        | LONEOS           |
| 213199 - | 2000 SB358             | 28 de setembre de 2000 | Anderson Mesa        | LONEOS           |
| 213200 - | 2000 SV364             | 21 de setembre de 2000 | Anderson Mesa        | LONEOS           |